# Беллинг, Вильгельм Себастьян фон
Вильгельм Себастьян фон Беллинг (нем. Wilhelm Sebastian von Belling; 15 февраля 1719, Паульсдорф, Восточная Пруссия (ныне — Павлово, Поморское воеводство, Польша) — 28 ноября 1779, Штольп, провинция Померания, королевство Пруссия (ныне — Слупск, Поморское воеводство, Польша)) — прусский гусарский генерал-лейтенант, участник силезских войн Фридриха Великого.

## Биография
Беллинг родился в семье подполковника Иоганна Абрама фон Беллинг и Катарины фон Беллинг, урождённой фон Коспот. Он был внуком генерала Иоганна Георга фон Беллинга.
Беллинг получил образование в качестве кадета и вступил в прусскую армию в 1737 году. Из-за малого размера своего тела он был отправлен на Кольберг только для гарнизонной службы. В 1739 году он вступил в прусские гусары, с 1741 года служил в полку Цитена. На протяжении войны за австрийское наследство он сражался в битвах при Мольвице, Праге, Хохенфридберге и Кессельсдорфе.
В 1757 году, за свои действия в Семилетней войне, награждён орден]ом «Pour le Mérite».
В 1758 году он стал командиром вновь созданного полка гусар Принца Генриха Прусского «Гусары Беллинга». Гусары Беллинга выбрали девиз «Победа или смерть», украшали свои головные уборы-мирлитоны изображением «Мёртвой головы» (нем. Totenkopf) и стали известны как «Чёрная смерть».
Во время Померанской войны 29 августа 1760 года гусары Беллинга захватили известного впоследствии Гебхарта Леберехта фон Блюхера (служевшего тогда шведам в небольших чинах), и фон Беллинг смог уговорить его присоединиться к прусским гусарам. В 1761 году Беллинг, командуя отрядом около 5000 солдат, успешно задержал шведский корпус в 15 000 солдат, шедший из Шведской Померании на соединение с русскими войсками.
В 1762 году получил чин генерал-майора, в 1776 году — генерал-лейтенанта и награждён орденом Чёрного орла.
В 1778 году участвовал в войне за баварское наследство.
Умер в Штольпе (современный Слупск, Польша).
С 1747 года женат на Екатерине Елизавете фон Грабов (ум. в 1774). В браке родились дочь Анна Доротея (1747–1818), в замужестве фон Гокик, и сыновья Карл (1748–1846) и Фридрих Вильгельм Фердинанд Людвиг.
Вильгельм Себастьян фон Беллинг описывается как религиозный и благочестивый христианин, чьи вечерние молитвы в мирное время заканчивались так: «Ты видишь, дорогой Отец Небесный, печальную судьбу раба твоего Беллинга. Предоставь ему милую маленькую войну, чтобы он мог улучшить свои условия и продолжал славить имя Твое. Аминь».